# 樊晓东
樊晓东（1968年3月—），男，山西永济人，中华人民共和国外交官，曾任中华人民共和国驻革但斯克总领事。

## 生平
1991年，进入中华人民共和国外交部工作，先后在驻叙利亚大使馆、驻阿曼大使馆、驻芝加哥总领事馆、外交部干部司、外交部礼宾司、外交部北美大洋洲司任职。2011年，先后任驻塞拉利昂大使馆参赞、驻温哥华总领事馆副总领事、外交部国外工作局参赞。2017年，任新疆国际博览事务局副局长。2020年11月，出任中华人民共和国驻革但斯克总领事。2024年11月，由于中国政府暂时关闭驻革但斯克总领事馆，樊晓东离任驻革但斯克总领事。

## 家庭
已婚，有二女。